# Chormaqan
Chormaqan (¿?-1241 aprox.) fue uno de los generales más famosos del Imperio Mongol bajo el mandato de Genghis Khan y Ogodei. Era de la Guardia Imperial (keshik).
Es mencionado muchas veces en el libro Historia secreta de los mongoles.Probablemente participó en las campañas de los mongoles  en el norte de China y más tarde en el famoso viaje de Subotai y Jebe a través del Cáucaso y las estepas rusas.Fue en 1230 nombrado por Ögedei para reanudar las conquistas mongolas en Persia, que habían languidecido desde el asalto de Genghis Khan después de que de 1218 a 1223 atacase a los Jorezmitas.
Chormaqan murió alrededor de 1241 y fue reemplazado por Baiju, su lugarteniente. Su hijo Shiramun luego sirvió a Hulagu y Abaqa Kan mientras que su hija, Esukan estaba casada con el rey David VII de Georgia.